# 香蕉人 (搞笑組合)
香蕉人（日语： BANANAMAN）是日本搞笑雙人組，由設樂統和日村勇紀兩人組成，以精湛的短劇表演著稱。1993年結成，所屬經紀公司為Horipro旗下的HoriPro com。香蕉人在電視上的演出十分多。根據Nihon Monitor的調查，設樂統在2012年演出的節目集數為611集，在眾多藝人之中得第1名；日村勇紀則有428集，得第12名；其中有163集是以組合形式出演。

## 成員
日村勇記（日语：／*/?，1972年5月14日）
- 裝傻擔當，在團體「T-STYLE」中，擔任主唱[6]

設樂統（日语：／*/?，1973年4月23日）
- 吐槽擔當，負責開頭講笑話，在團體「T-STYLE」中，擔任DJ[6]

## 歷史
1993年10月，設樂與日村共同的朋友，邀請他們一起組成四人的喜劇團體，這時，設樂與日村是第一次見面，在練習的時候，設樂覺得不自在，於是找了日村，組成二人組。
1994年2月，團名以「日村設樂」在新人小品大會中，首次亮相。隔沒幾周，兩人就將團名改為「香蕉人」(バナナマン)，原因是設樂聽說美國人對日本人的貶低-黃種人，明明皮膚黃，卻自認為很白。
1999年，與歌手YOU在Laforet原宿舉辦單元演唱會「genico」。
2000年，與藝人拉麵一起舉辦了單元演唱會「genico」，自12月起，開始出演富士電視台得節目《寶島的地圖》。
2003年，再出演綜藝節目《赤坂喜劇D・O・J・O》最後一集時，獲得第三代主持人免許皆云的認可，與藝人おぎやはぎ可以不定時出演電視節目《內村製片》。
2005年，出演《測驗演示品種 Q-sama!!》的企劃「組合解散惡作劇」
2007年元旦播出的第20集《擊敗北野武的喜劇超級測驗》，日村與竹山隆範一起共同獲勝，1月31日，放送的特別節目《突擊搞笑藝人料理王2007美食祭!》，設樂成為第一代料理王，3月18日，設樂家發生火災，而當天剛好是《Ola極限故事大戰！ Iromonea 如果你讓我笑的話,那就是 100 萬日圓》的收錄日，剛好拿這個主題去講，並成功獲得100萬，隨後日村把這100萬全數捐給設樂，當維修費。
2008年10月，第一回《短劇之王》開播，香蕉人在B聯賽中以482分（滿分500分），晉級決賽，以2：3輸給了水牛城吾郎，成為亞軍。
2009年8月，因香蕉地位提升，香蕉人受邀日本香蕉進口協會主辦的「第4回香蕉大獎」，並在2010年入選並進入名人堂。
2010年12月25日，參加《Ola極限故事大戰！ Iromonea 如果你讓我笑的話,那就是 100 萬日圓》，第二次獲獎100萬。
2011年3月25日，再次參加《Ola極限故事大戰！》，第三次獲得獎金100萬，並列獲獎最多次的雙人組合中，同年3月11日，日本發生地震，由於節目播出已是災後，事後香蕉人在廣播中公告參加節目得來的100萬，全數捐給災區賑災。10月2日，擔任東京電視台的新節目《乃木坂在哪裡?》節目MC。
2012年，設樂執導日村的主演電視劇《色彩日村》，該劇腳本由河野良製作。
2013年3月29日－31日，香蕉人結成20周年，與結成10周年的東京03組成「handmade works」，在俳優座劇場舉辦《handmade works live》。
2014年12月，擔任《第65回NHK紅白歌合戰》的宣傳大使，及「紅白談話」的主持人。
2015年4月15日，《乃木坂在哪裡?》播放結束，接著新節目《乃木坂工事中》開播，還是由香蕉人擔任MC，同年，《短劇之王》變更評分方式，由香蕉人擔任接下來6年的評審，直到2020年為止，11月18日，繼去年，再次擔任《第66回NHK紅白歌合戰》的宣傳大使。
2016年2月13日，兩人的音樂團體「T-STYLE」的單曲《T-BACK》在iTunes上發行，12月，擔任「THE GOLD RUSH」的MC。
2017年12月31日，自2014年起，連續4年香蕉人都擔任紅白歌合戰的「紅白談話」的主持人。
2021年12月17日，宣布12月25日，會在Netflix上獨家發行過去20場的短劇表演，標題訂為「bananaman live」，這是喜劇藝人首次在Netflix上發行短劇。1999年至2019年的表演分為三季發行：第一季時間是2013年－2019年的7場作品在12月25日發行；第二季的時間是2006年－2012年的7場表演在2022年1月25日發行；第三季時間是1999年－2005年的6場表演則在2022年2月25日發行。
2022年1月16日，接下在7月8日演出所舞台劇《哈利波特－被詛咒的孩子》的宣傳大使，6月24日，在廣播節目《香蕉人的香蕉月GOLD》上宣布將在8月4日－7日舉辦「bananaman live 2022 H」的表演會，也是香蕉人在2019年8月的「bananaman live S」以來約三年來的首次個人現場表演，此外表演會的首播會在19：00進行直播。
2024年2月9日－10日，香蕉人以民俗團體「紅鉛筆」的名義，在日本武道館舉行2天的演唱會。

## 藝術風格
香蕉人認為舞台短劇就是他們的起源，即使香蕉人出演多個電視節目當中，但每年夏天的單獨LIVE的表演也從未停過，吐槽和裝傻是短劇演出的重要特色，自成立以來，香蕉人就沒有誰是吐槽，誰是裝傻的分配，但基本上設樂主要是吐槽，而日村是裝傻，由於香蕉人在越來越多個綜藝節目曝光，也更加確定兩人的角色，但也有可能是日村的個性，讓他們經常採用一種風格。在香蕉人的現場表演中，表演總是能超過10－30分鐘，而在綜藝節目上，由於播出的時間限制，只能表演4－5分鐘的短劇，以原創短劇或是日村的故事為居多。
香蕉人也擅長即興短劇，也被稱為迷你短劇，因此有著「即興短劇大師」的稱號。
當香蕉人成立時，是由日村擔任寫素材的角色，但設樂並不覺得日村寫的素材有趣，所以自然而然就換設樂寫，當團體結成讀到一個月時，日村已將所有素材工作交給設樂處理，在短劇或戲劇中，杯稱為第三個香蕉人的作家河野良，有時也會跟著設樂一起編寫素材。

### 單獨LIVE
除了演出短劇之外，還會有表演其他的藝術風格
滑梯男孩
- 1995年11月，在OFF・OFF劇院的表演中的短劇所誕生的人物，該人物的創作背景是「演唱日本古老的音樂」概念設計，儘管這個人物在短劇中出現幾次，但設樂還是以滑梯男孩的名義發行單曲《獨自在東京》[34]

紅鉛筆
一人分飾兩角
- 香蕉人有時會有單獨LIVE，如「 4人演奏」，此時設樂與日村就會一人分飾兩角。在2012年的小品短劇時，設樂飾演兩個角色，日村則扮演三個角色。

「日村可以做○○嗎?」系列
- 這個系列是在演出短劇時中間播放插曲時，日村來挑戰自己想嘗試的東西，如：「蒙眼烹飪」、「檢常電擊槍的力量」、「能兩秒喝完可樂」等。

### 團體
跟其他喜劇搞笑藝人組合的團體
- 「FULL CHAMPION STYLES」－與YOU組合，在1991年結成
- 「genico」－與拉麵組合
- 「宇田川免費杯墊」－與小木矢作（日语：おぎやはぎ）組合，在2001年結成[35]
- 「你的位子」－與拉麵及荻谷組合
- 「光丘馬戲團」－與拉麵、劇團一人、笨蛋節奏、苜蓿、高速貨車、電動漫畫組合

## 成員交情
設樂與日村非常要好，接近對方生日時，還會送上禮物。設樂在2009年9月29日放送的廣播節目《香蕉炎》中，說「我們兩個很少相處」（就像自己一樣），設樂還說「送給日村的禮物甚至比自己的妻子還要好」，兒嶋一哉、近藤春菜、三村勝和、小木矢作等都表示香蕉人的關係真的非常好。
在出演電視劇、短句或私底下時，稱呼對方會習慣加，此外，年輕時，還曾經稱呼對方及「統」。
在自己的冠名節目《香蕉炎》及《香蕉人的香蕉月GOLD》都會習慣賞巴掌來解決問題，設樂主要都會賞日村巴掌，另一方面設樂幾乎沒被打過。

## 交友關係

### 搞笑藝人
有吉弘行
- 在《TUNNELS的託大家的福》上認識，之後關係也變得很好，其中與設樂統之間又更好，有吉還有在《香蕉人的香蕉月》上談論婚事。
- 有吉在很早之前就認識設樂，當時是有吉沒錢搭便車，設樂借了2萬日圓給有吉[40]。

小木矢作（小木博明、矢作兼）
- 從年輕時代就是好朋友，曾組成一個團體一起表演短劇，與是埼玉西武獅迷的矢作兼有有關係，也有一起上神之舌，讓友情更深。

拉麵（小林賢太郎、片桐仁）
- 在結成初期就是朋友，2000年他們舉辦了一場「setagaya genico」的現場演出，後來包括小木矢作在內的三個組合以「你的位子」舉辦短劇表演，自從這次，香蕉人就再也沒有與小林共演了，不過片桐還是會以嘉賓身分出演香蕉人的節目。2020年12月1日，小林宣布引退不酒後，香蕉人還在香蕉月GOLD上提到小林。

笨蛋節奏（升野英知）
- 自從共演《La Mama新人短劇比賽》後，就與香蕉人成為好朋友，年輕時，日村與深野還有同居過，之後也有兩人的節目。2019年12月24日，深野與夢眠Nemu結婚時，設樂與日村當任牠們的見證人。

東京03（豐本明長、飯塚悟志、角田晃廣）
- 從東京03的前身－苜蓿，就是好朋友（飯塚及豐本）。2013年兩個團體結合成「hand made works」，並是「香蕉人的香蕉月GOLD」的單元「解決你所有的音樂問題日村哥哥」的審查員之一。

UNJASH（兒嶋一哉、渡部建）
- 雖然與香蕉人的經紀公司不同，但結成年相同，所以他們是同期的朋友，自從共同出演《加州・汽車旅館》後，年輕時，渡部還會去設樂家使用浴室等。
- 雖然設樂都會取笑兒嶋夫婦（兒嶋的妻子在香蕉人的節目中工作，所以也有認識），但他們2013年的新年一起去了拉斯維加斯，當日村搬家時，兒嶋還會過去幫忙，在渡部還沒發生外遇之前，都還會在香蕉月上討論渡部與妻子的感情[44]。

### 製作人
河野良
- 有著第三個香蕉人的稱號，與香蕉人關係非常好[45]。

桑原茂一
- 是蛇人秀的製作人，據說香蕉人的「人」就是取自蛇人秀。

### 歌手
星野源
- 自從共同演出《秋葉原@DEEP》後，就與星野源成為朋友，甚至日村生日或是設樂生日時，還會去到香蕉人的月GOLDG上，表演寫給香蕉人的歌曲[46][47]。

森山直太朗
- 由於森山的生日跟設樂是同一天，所以每次生日時，兩人就會在廣播上唱起｢HAPPY BIRTHDAY TO YOU｣ 及「櫻花」，但每次都會笑場沒辦法唱完，而森山第一次上廣播節目，是2022年設樂生日時[48]。

椎名林檎
- 過去推名曾買票去看香蕉人的現場短劇LIVE，可以說是粉絲之一[注 6][49]。

### 偶像團體
乃木坂46
- 在乃木坂46成立不久後，首度播出冠名節目《乃木坂在哪裡?》，當時就是請香蕉人擔任MC[注 7]，這時與乃木坂46的接觸才開始，最初香蕉人是自稱自己是「乃木坂46官方哥哥」，因為AKB48是乃木坂46的官方對手，後來被官方公認[50]，香蕉人這個「官方哥哥」在乃木坂46成員裡與粉絲都很收歡迎。香蕉人還會去乃木坂46的演唱會應援，有時還會送上慰問點心[51]。另外，在2017年時，乃木坂46在明治神宮棒球場開演場會，日村就扮成「日村子」在舞台跟乃木坂成員一起跳了一小段舞[52]。

### 演員
大島麻衣
- 大島和香蕉人是同一個經紀公司的前後輩，大島在自己的播落格上說香蕉人是「藝能界的哥哥」、「只要在表演現場看到香蕉人，自己就會很安心」[53]。在2018年7月28日放送的香蕉人的月GOLDG中，大島首次擔任嘉賓出現在節目時[54]，說「如果我不喜歡香蕉人，我就不會在這裡」、「有一種超越了溫柔，跟自己既不是同年紀，但卻又像兒時玩伴的哥哥」[注 8]。

## 影像作品

### DVD影像

#### BANANAMAN LIVE
- 猴人和笨蛋茱麗葉（2001年8月10日，波麗佳音）[55]
- 極端牛奶（2002年2月21日，VAP）[56]
- monkey time（2002年2月21日，VAP）[57]
- 香蕉人密藏作品集「private stock」（2003年1月8日，TDK核心）[58]
- 佩波加的南瓜（2003年3月26日，TDK核心）[59]
- Sugar Spot（2003年12月27日，Horipro）[60]
- bananaman live Sugar Spot with Limited DVD「香蕉人的暑假」（2003年12月27日，Horipro）[61]
- Elephant pure（2004年11月26日，Horipro）[62]
- good Hi（2005年11月2日，Horipro）[63]
- 處女&猴人和笨蛋茱麗葉 SPECIAL EDITION（2006年2月24日，波麗佳音）[64]
- 香蕉人傑作選LIVE bananaman Punch（2006年7月26日，Horipro）[65]
- kurukuru bird（2006年12月26日，Horipro）[66]
- Spicy Flower（2007年12月5日，環球音樂）[67]
- 香蕉人傑作選LIVE bananaman Kick（2008年7月23日，環球音樂）[68]
- 疾風的狂歡（2008年12月3日，環球音樂）[69]
- wonder moon（2009年12月16日，環球音樂）[70]
- 花鳥風月 DVD-BOX（2009年12月16日，環球音樂）[71]
- 香蕉人傑作選LIVE bananaman Chop（2010年7月28日，環球音樂）[72]
- 香蕉人傑作選LIVE DVD-BOX Punch Kick Chop（2010年7月28日，環球音樂）[73]
- DIAMOND SNAP（2010年12月15日，Horipro）[74]
- emerald music （2011年12月14日，環球音樂）[75]
- TURQUOISE MANIA（2012年12月19日，寶麗多映像販售會社）[76]
- Cutie funny（2014年1月15日，Horipro）[77]
- Love is Gold（2015年1月14日，Horipro）[78]
- LIFE is RESEARCH（2016年2月2日，Happinet）[79]
- 黑心的厚臉皮（2017年2月2日，Happinet）[80]
- Super heart head market（2018年2月7日，Happinet）[81]
- one-half rhapsody（2019年2月2日，Happinet）[82]
- S（2020年2月5日，Happinet）[83]
- H（2023年2月3日，Happinet）[84]
- O（2024年3月29日，Happinet）[85]

#### 其他LIVE
- LIVE!!你的位子「SPECIAL SIX SEATS」（2003年5月21日，VAP）[86]
- NO PLAN&那些朋友「今天能誤會嗎!?」LIVE（2004年7月7日，Ki/oon Music）[87]
- epoch conte square 宇田川免費杯墊（2004年10月21日，VAP）[88]
- 東京坂文（2008年6月18日，索尼音樂）[89]
- 香蕉人×東京03「handmade works live」（2013年8月7日，波麗佳音）[90]
- 香蕉人×東京03「handmade works live 2019」（2019年10月16日，Horipro）[91]

#### 其他
- 香蕉學校[92]
  - VOL.1（2013年8月30日，波麗佳音）
  - VOL.2（2013年8月30日，波麗佳音）
  - VOL.3（2014年8月29日，波麗佳音）
  - VOL.4（2014年8月29日，波麗佳音）

- 香蕉牛排DVD-BOX[93]
  - 1（2014年7月2日，波麗佳音）
  - 2（2014年11月18日，波麗佳音）

- 香蕉TV[94]
  - 韓國篇（完全版）（2013年1月16日，Aniplex）
  - 夏威夷篇（完全版）（2013年1月16日，Aniplex）
  - 巴黎篇（完全版）（2013年1月16日，Aniplex）
  - 關島篇（完全版）（2013年10月30日，Aniplex）
  - 洛杉磯篇（完全版）（2013年10月30日，Aniplex）
  - 曼谷篇（完全版）（2014年7月30日，Aniplex）
  - 塞班島篇（完全版）（2014年10月30日，Aniplex）
  - Part2（完全版）（2014年10月30日，Aniplex）

- 香蕉炎[95]
  - VOL.1（2009年11月4日，Aniplex）
  - VOL.2（2009年11月4日，Aniplex）
  - VOL.3（2010年5月12日，Aniplex）
  - VOL.4（2010年5月12日，Aniplex）
  - VOL.5（2010年5月12日，Aniplex）
  - VOL.6（2011年7月27日，Aniplex）
  - VOL.7（2011年7月27日，Aniplex）
  - VOL.8（2011年7月27日，Aniplex）
  - VOL.9（2011年9月21日，Aniplex）
  - VOL.10（2011年9月21日，Aniplex）
  - VOL.11（2011年9月21日，Aniplex）

- 香蕉炎炎 炎的最佳選擇（2013年2月27日，Aniplex）[96]
- 香蕉炎炎 炎的偉大選擇（2013年11月27日，Aniplex）[97]
- 香蕉人&小木矢作 epoch TV square[98]
  - VOL.1（2004年1月21日，VAP）
  - VOL.2（2004年1月21日，VAP）
  - VOL.3（2004年1月21日，VAP）

- 香蕉人&小木矢作 epoch TV square「教誨」[99]
  - VOL.1（2004年7月22日，VAP）
  - VOL.2（2004年7月22日，VAP）

- 香蕉人的夏布利喜劇（2005年12月22日，東北新社）[100]
- 香蕉人部落格偵探DVD[101]
  - VOL.1（2010年1月20日，波麗佳音）
  - VOL.2（2010年3月17日，東海電視台）
  - VOL.3（2010年5月19日，東海電視台）
  - 3套裝DVD-BOX（VOL.4、VOL.5、VOL.6，2011年4月6日，波麗佳音）[102]
  - 2套裝DVD-BOX（VOL.7、VOL.8，2012年7月4日，波麗佳音）[103]

- Horipro喜劇紅白故事大戰（2004年12月25日，Horipro）[104]
- Horipro喜劇LIVE特別節目「最強組合」（2007年4月18日，波麗佳音）[105]
- 三浦純和香蕉人的澤泰課程（2008年8月27日，JVC建伍勝利娛樂）[106]
- 現場米蘭卡香蕉人談話LIVE「日村勇紀的有趣聚餐－設樂也出席參加」（2007年12月21日，NBC環球娛樂）[107]
- 林肯DVD 3（2011年2月16日，吉本音樂）[108]

#### 原創動畫錄影帶
- 地球征服公寓物語（2011年3月18日，東寶）[109]

### Blu-ray影像

#### BANANAMAN LIVE
- one-half rhapsody（2019年2月2日，Happinet）[110]
- S（2020年2月5日，Happinet）[111]
- H（2023年2月3日，Happinet）[112]
- O（2024年3月29日，Happinet）[113]

#### 其他LIVE
- 香蕉人×東京03「handmade works live 2019」（2019年10月16日，Horipro）[91]

### VHS
- 香蕉人影片「處女」（1998年12月18日，波麗佳音）[114]
- 猴人與笨蛋茱麗葉（2001年8月10日，波麗佳音）[115]
- 香蕉人密藏作品集「private stock」（2003年1月8日，TDK核心）[注 9]

### 單曲
- 東京（1998年8月13日，統唱片）[116]
- 獨自在東京（1999年1月20日，波麗佳片）－以「滑梯男孩」的名義發售單曲的[117]
- 黃色（1999年6月24日，統唱片）[118]

## 書籍作品

### 專訪單出現
- 香蕉人的最初的書（2009年2月10日，villagebooks）[119]
- Quick Japan Vol.94（2011年2月11日，太田出版）－「香蕉人 無敵的兩人」同標題約40頁特別專欄[120]
- 2012－2013年度版 川越・所澤・入間・狹山Walker（2012年2月22日，角川雜誌）[121]
- 接著 喜劇廣播的時間（2014年6月30日，綜合圖書）－與吉田豪的對話收入[122]
- TBS JUNK BANANAMOON GOLD 10YEARS BOOK（2018年10月31日，小學館）[123]

### 雜誌連載
- sukora－香蕉人的香蕉裁判
- Jump Squar（集英社）
- TV Station（DIAMOND, Inc）

## 出演作品

### 綜藝節目

#### 目前常規節目
- 奇跡體驗!難以置信（2012年10月4日－，富士電視台）－MC[124][125]
- 日本！我來了（2013年1月9日－，東京電視台）－MC[126][127]
- 工作調查 將揭開職業的秘密（2013年4月13日，TBS電視台）－常規出演[128]
- 乃木坂工事中（2015年4月20日，愛知電視台）－MC[20][129]
- 香蕉人的美食!!（2015年4月20日，TBS電視台）－MC[注 10][130]
  - 香蕉人的早起享用美食!!（2021年4月4日，TBS電視台）[131]

- 香蕉三明治（2020年7月1日，TBS電視台）－MC[注 11][132][133]

#### 過去常規節目
- 香蕉炎→香蕉炎炎（2009年4月7日－2013年3月19日，東京都會電視台）－MC[134][135]
- 香蕉人部落格偵探（2009年7月7日－2012年9月25日，東海電視台）－MC[136]
- 評論戰隊推特Gunger（2010年2月19日・3月5日・3月12日・3月19日）－MC[137]
- 這是螞蟻嗎?（2010年7月27日 - 2011年9月13日，日本電視台）
- 這個日本人看起來好極了 Brand New Japan（2010年10月22日 - 2011年4月24日，東京電視台）－常規演出[138]
- 乃木坂在哪裡？（2011年10月2日 - 2015年4月12日，愛知電視台）－MC[139][140]
- 飛到這個世界!!香蕉藩（2012年4月5日 - 9月27日，朝日電視台）[141]
- 森田一義時間 笑一笑又何妨！（2012年4月6日 - 2014年3月25日，富山電視台）－週五常規→週二常規[注 12][142]
- 大腦活動日Q!聰明的猴子們!!（2012年4月8日 - 10月13日，富士電視台）－設樂：MC，日村：常規出演[143]
- KIKA★KNIGHT（2012年4月20日 - 9月21日，富士電視台）－MC[注 13][144][145]
- 香蕉學校（2012年10月2日 - 2014年9月30日，東海電視台）－MC
- 大人的香蕉（2012年10月4日‐2013年3月28日，朝日電視台）－MC[146][147]
- Numer0n（2012年10月8日 - 2013年6月17日，富士電視台）－MC[148]
- 真是笨蛋的人（2014年4月1日・7月29日・11月3日、2015年4月14日 - 2017年3月20日，富士電視台）－MC[注 14][149]
- 香蕉牛排（2014年2月 - 2015年3月，神奈川電視台）－MC[150]
- 香蕉人的決定倒數計時（2014年4月11日 - 2015年3月27日，富士電視台）－MC[151]
- 大人養成所 香蕉學校（2014年10月14日 - 2017年3月28日，東海電視台）－MC[152]
  - 我愛上了 大人養成所 香蕉學校2（2017年4月4日 - 2018年3月28日，東海電視台）－MC[153][154]

- 香蕉零音樂（2015年3月23日・2015年8月19日・2016年4月23日 - 2018年3月3日，NHK綜合頻道）－冠名節目[155]
- 到處都是的花（2017年4月13日 - 9月28日，富士電視台）－MC[注 15][156][157][158]
- 香蕉人的驅動三（2019年4月3日 - 2020年3月18日）－MC[159][160][161]

### 不定期放送的節目、特別節目
- FNS戲劇對抗賽 寶貝影片獎（2020年2月16日－，北海道放送、TBS電視台）[注 16][162][163]
- 歐秀嗡嗡聲TV（2021年1月1日－，朝日電視台）－MC[164][165]
- Quiz!雙購買（2021年3月27日－，TBS電視台）－MC[166][167]
- 孔特協會國王（2021年6月12日・2022年4月9日・2023年3月25日，TBS電視台）[168]
- 爆笑淘汰!（2014年4月6日・8月24日，NHK綜合頻道）－MC（不定期）[169]
  - 香蕉人的爆笑龍（2015年4月4日 - 2019年1月4日，NHK綜合頻道）－MC[170]

- 香蕉俱樂部（2020年5月17日，朝日電視台）－MC[171]
- 香蕉人的BS沙沙爾TV特別的Zubuzubu!（2021年3月20日，BS5局）－MC[172][173][174]

### 不定期演出
- 神之舌（東京電視台）
- Mars TV（1995年2月6日，富士電視台）－首次出演的電視節目[注 17][175]
- Ola極限故事大戰！ Iromonea 如果你讓我笑的話,那就是 100 萬日圓（2005年 - 2011年，TBS電視台）
- 感謝隧道裡的每個人（2006年 - 2018年，富士電視台）－半常規

### 廣播節目
- 香蕉人的香蕉月GOLD（2010年4月－，TBS電台）－MC[176][177]
- WANTED!星期二香蕉人（2005年 - 2007年，TOKYO FM）－MC

### Web配信
- 加州・汽車旅館（2006年12月 - 2008年1月，GYAO!）[178]
- 香蕉TV（朝日電視台動畫）－MC[179][180]

### 遊戲代言
- 喜劇神經衰落!人間川普[注 18][181]
- 桃太郎電鐵20周年（Hudson Soft）[182]

### 電視廣告
- 日產汽車（2011年8月6日）[183]
- 瑞可利控股「工作篇」（2011年9月5日）[184][185]
- 萬代南夢宮娛樂任天堂「GO VACATION」（2011年10月6日）－與大島麻衣共演[186][187]
- CyberAgent「Ameba Pigg」（2011年－2012年）[188][189]
- AIFUL CORPORATION（2011年－2018年）[注 19][190]
- 鹽野義製藥「痔瘡疾病意識」（2012年－2013年）[191]
- LIFULL「HOME'S」（2012年－2013年）－與阿部寬共演[192]
- LINE「波克番」（2015年5月21日）[193][194]
- DHC「強行克里」（2015年6月11日）[195][196]
- 日清製粉威爾奈「MA－MA彈性新鮮義大利麵」（2015年10月22日）[197][198]
- 麒麟啤酒「麒麟一番搾生啤酒」（2017年6月26日）－與櫻井翔共演[199][200]
- 善翔「喜歡家」（2018年6月30日）[201]
- Zespri（2018年6月21日）[202][203]
- P&G日本「碧浪」（2019年－2021年3月）[204]
- 住友生命保險「Vitality」
  - 狄德羅篇（2020年5月－）
  - 經紀人篇（2020年8月20日－）[205]
  - 狄德羅效果篇（2021年5月27日－）[206]
  - 高爾夫篇（2021年8月17日－）[207]
  - 行動非行動的法則篇（2021年10月21日－）[208]
  - 行動經濟學的考察篇（2022年5月26日－）[209]
  - 行動經濟學的考察 B篇（2022年10月21日－）[210]
  - 這會發生！篇（2023年5月25日－）[211]
  - 沒關係篇（2023年9月17日－）[注 20][212]
  - 那，就是這些篇（2024年6月1日－）[213]

- 日本肯德基（2021年3月－2022年）[214][215]
- 角康（2021年6月25日－）[216][217]
- Agoda（2022年7月4日－）[218][219]
- 普利瑪香腸
  - 香薰香腸（2023年8月1日－）[220][221]
  - 微笑UP！（2023年9月26日－）[222][223]

- 朝日啤酒「風格自由〈生〉」（2024年2月20日－）[224]
  - 零糖質啤酒（2024年7月29日－）－與齋藤飛鳥共演[225][226]

- 富士・公司（2024年7月1日－）[227][228]

## 外部連結
- 香蕉人的官方介紹頁 （页面存档备份，存于）－Horipro com（页面存档备份，存于）（日語）
- 香蕉人的官方介紹頁（M2公司時代）－網站時光機（页面存档备份，存于）（日語）